# Caru' cu Bere

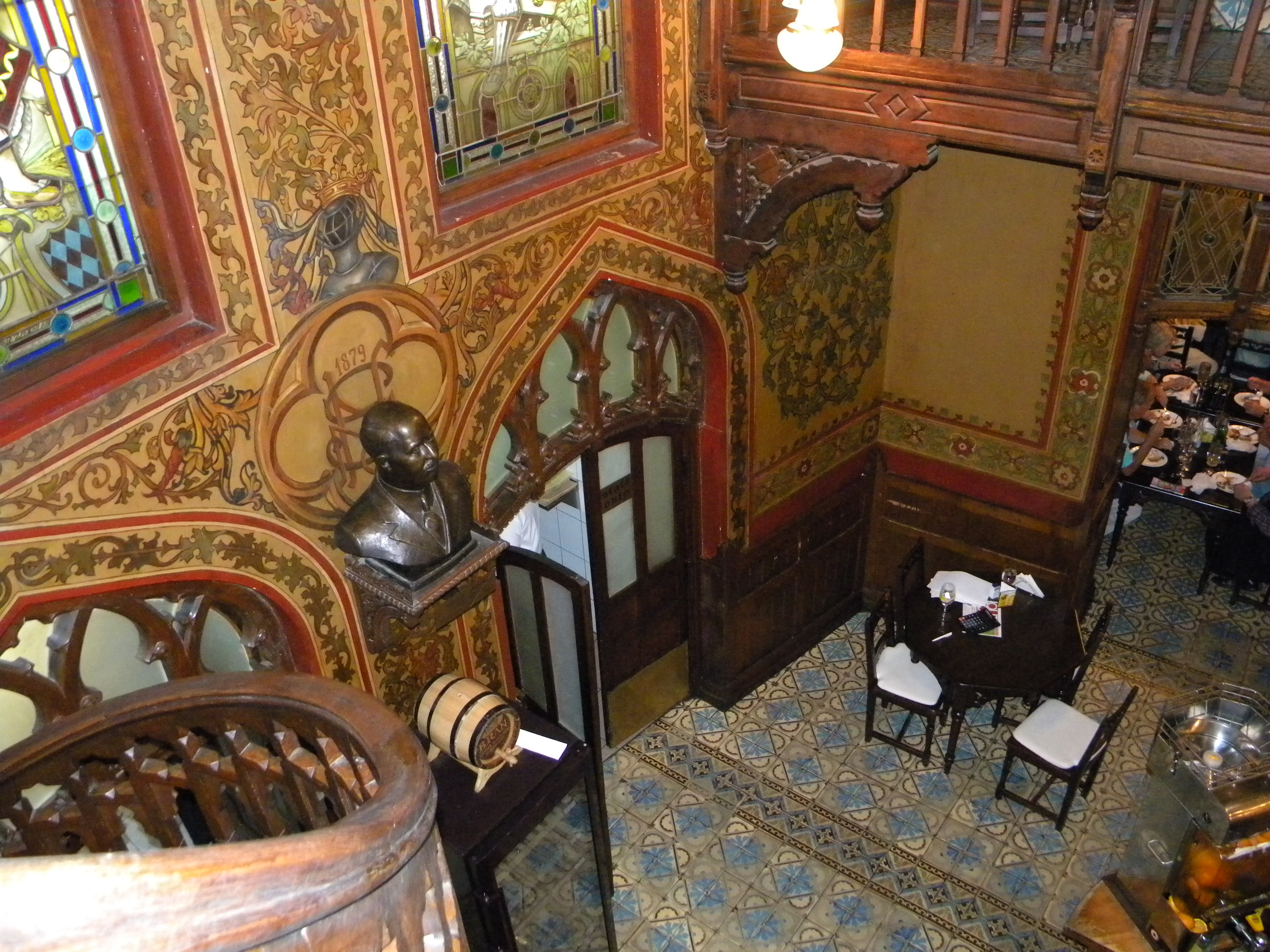
L'intérieur du restaurant.

Caru' cu Bere, « le wagon de bière », est un bar et restaurant situé dans la rue Stavropoleos dans l'arrondissement Lipscani de Bucarest, en Roumanie.

## Histoire
L'établissement est ouvert initialement comme brasserie en 1879 par Ioan Căbășan et ses neveux, Ion, Gheorghe et Nicolae Mircea. Initialement citoyens d'Autriche-Hongrie et originaires de la ville de Cața, en Transylvanie,. En 1889, Căbășan décide de louer le local à son neveu le plus âgé, Ion. Celui-ci meurt au peu de temps ce même an, et les fonctions à la tête de l'établissement familial ont été assumées par son frère, Víctor.
Nicolae acquiert le bâtiment du nombre 5 de la rue Stavropoleos en 1897, et entame ses plans pour développer ses opérations dans ce lieu et ouvrir un restaurant,. Pour cela, il embauche l'architecte autrichien Siegfrid Kofczinsky pour la création du restaurant et la brasserie, qui lui donne un style néogothique. Nicolae, Ignat et Víctor Mircea sont copropriétaires. Le restaurant ouvre à nouveau ses portes en 1899, avec comme produit phare sa bière. Victor quitte l'établissement en 1912, en ouvrant sa propre brasserie et, quelques années après, Nicolae et Ignat décident d'ouvrir leur propre commerce de vente de vins. Lorsque Nicolae meurt en 1929, ses descendants héritent de l'établissement et il reste en leur possession jusqu'à ce que le Parti communiste roumain décide de l'occuper à partir de 1949,.
En 1986, une importante restauration est effectuée dans le bâtiment, sous la direction de Nicolae Gheorghe. Lorsque la république socialiste de Roumanie est renversée en 1989, les héritiers de la famille Mircea souhaitent récupérer la propriété. En 1999, Caru' cu Bere leur est rendu et ils entament une importante série de réformes pour lui rendre sa splendeur d'origine. Un décor intérieur de style Art nouveau est imaginé. Actuellement, le bar-restaurant est géré par la chaîne Dragoș Petrescu's City Grill,, et le bâtiment est classé comme monument historique roumain, enregistré sous le code B-II-m-B-19728.
L'écrivain roumain Mateiu Caragiale, dans son livre Sub pecetea tainei, fait mention de Caru' cu Bere[réf. nécessaire].